# العلاقات الجنوب إفريقية السلوفاكية
العلاقات الجنوب أفريقية السلوفاكية هي العلاقات الثنائية التي تجمع بين جنوب أفريقيا وسلوفاكيا.

## مقارنة بين البلدين
هذه مقارنة عامة ومرجعية للدولتين:
| وجه المقارنة                                              | جنوب أفريقيا | سلوفاكيا                                                       |
| --------------------------------------------------------- | --- | -------------------------------------------------------------- |
| المساحة (كم2)                                             | 1.22 مليون | 49.03 ألف                                                      |
| عدد السكان (نسمة)                                         | 57.73 مليون | 5.44 مليون                                                     |
| الكثافة السكانية (ن./كم²)                                 | 47.32 | 110.95                                                         |
| العاصمة                                                   | بريتوريا، بلومفونتين، كيب تاون | براتيسلافا                                                     |
| اللغة الرسمية                                             | لغة إنجليزية، اللغة الأفريقانية، اللغة النديبلي الجنوبية، اللغة السوثو الشمالية، اللغة السوتية، لغة سوازي، اللغة التسونجا، اللغة التسوانية، اللغة الفيندية، اللغة الكوسية، اللغة الزولوية | اللغة السلوفاكية                                               |
| العملة                                                    | راند جنوب أفريقي | كرونة سلوفاكية، يورو                                           |
| الناتج المحلي الإجمالي (بليون دولار)                      | 349.42 مليار | 95.77 مليار                                                    |
| الناتج المحلي الإجمالي (تعادل القوة الشرائية) بليون دولار | 725.91 مليار | 162.34 مليار                                                   |
| الناتج المحلي الإجمالي الاسمي للفرد دولار أمريكي          | 5.72 ألف | 16.09 ألف                                                      |
| الناتج المحلي الإجمالي للفرد دولار أمريكي                 | 13.05 ألف | 30.46 ألف                                                      |
| مؤشر التنمية البشرية                                      | 0.666 | 0.844                                                          |
| رمز المكالمات الدولي                                      | +27 | +421                                                           |
| رمز الإنترنت                                              | .za | .sk                                                            |
| المنطقة الزمنية                                           | ت ع م+02:00، أفريقيا/جوهانسبرغ ‏ | توقيت وسط أوروبا، ت ع م+01:00، ت ع م+02:00، أوروبا/براتيسلافا ‏ |

## منظمات دولية مشتركة
يشترك البلدان في عضوية مجموعة من المنظمات الدولية، منها:
| علم المنظمة | اسم المنظمة                        | تاريخ انضمام جنوب أفريقيا | تاريخ انضمام سلوفاكيا |
| ----------- | ---------------------------------- | ------------------------- | --------------------- |
|             | مؤسسة التنمية الدولية              | 12 أكتوبر 1960            | 1993                  |
|             | يونسكو                             | 4 نوفمبر 1946             | 9 فبراير 1993         |
|             | وكالة ضمان الاستثمار متعدد الأطراف | 10 مارس 1994              | 1993                  |
|             | الأمم المتحدة                      | 7 نوفمبر 1945             | 19 يناير 1993         |
|             | الفريق المعني برصد الأرض           | ?                         | ?                     |
|             | الاتحاد البريدي العالمي            | ?                         | ?                     |
|             | البنك الدولي للإنشاء والتعمير      | 27 ديسمبر 1945            | 1993                  |
|             | الاتحاد الدولي للاتصالات           | 1910                      | 23 فبراير 1993        |
|             | منظمة حظر الأسلحة الكيميائية       | ?                         | ?                     |
|             | مؤسسة التمويل الدولية              | 3 أبريل 1957              | 1993                  |
|             | منظمة التجارة العالمية             | 1995                      | ?                     |
|             | مجموعة الموردين النوويين           | ?                         | ?                     |
|             | منظمة الشرطة الجنائية الدولية      | ?                         | ?                     |

## وصلات خارجية
- موقع وزارة الخارجية الجنوب أفريقية
- موقع وزارة الخارجية السلوفاكية